# Hiroki Kosai
Hiroki Kosai (香西 洋樹, Kōsai Hiroki, 8 de febrero de 1933) es un astrónomo japonés del Observatorio Kiso. Es conocido por su labor para popularizar la astronomía en Japón y por sus observaciones de cometas y asteroides, donde destaca el codescubrimiento del cometa 1976 XVI. El Centro de Planetas Menores (CPM o MPC) le atribuye el descubrimiento de casi 100 asteroides.

## Reconocimientos
El asteroide (3370) Kohsai, descubierto por Karl Reinmuth en el Observatorio de Heidelberg en 1930, fue nombrado en su honor. La cita oficial del nombre fue publicada por el CPM el 14 de abril de 1987 (M.P.C. 11750).